# Euthalia grahami
Euthalia grahami är en fjärilsart som beskrevs av Riley och Godfrey 1921. Euthalia grahami ingår i släktet Euthalia och familjen praktfjärilar. Inga underarter finns listade i Catalogue of Life.